# Мара (Сасари)
Мара (итал. Mara) је насеље у Италији у округу Сасари, региону Сардинија.
Према процени из 2011. у насељу је живело 671 становника. Насеље се налази на надморској висини од 274 м.

## Становништво
Према резултатима пописа становништва 2011. у општини је живело 682 становника.
| 1936. | 1951. | 1961. | 1971. | 1981. | 1991. | 2001. | 2011. |
| ----- | ----- | ----- | ----- | ----- | ----- | ----- | ----- |
| 1.158 | 1.319 | 1.346 | 1.041 | 985   | 927   | 808   | 682   |